# La Pommeraie-sur-Sèvre
La Pommeraie-sur-Sèvre är en kommun i departementet Vendée i regionen Pays de la Loire i västra Frankrike. Kommunen ligger i kantonen Pouzauges som tillhör arrondissementet Fontenay-le-Comte. År 2018 hade La Pommeraie-sur-Sèvre 985 invånare.

## Befolkningsutveckling
Antalet invånare i kommunen La Pommeraie-sur-Sèvre
| Referens: INSEE |